# Pjegavokrili tinamu
Pjegavokrili tinamu (lat. Nothura maculosa) je vrsta ptice iz roda Nothura iz reda tinamuovki. Udomaćen je u toplijim dijelovima središnjeg i južnog dijela Južne Amerike na istoku Anda.

## Opis
Prosječno je dug oko 24-26 centimetara. Mužjak je težak 162-303 grama, a ženka je teška 164-340 grama. Gornji dijelovi su smeđi sa smećkasto-žutim prugama. Donji dijelovi su smećkasto-žuti s crnim prugama. Prsa su smeđa. Kukma je crna, sa smećkasto-žutim prugama. Grlo je bijelo. Noge su blijedo žućkasto-sive ili smeđe boje.
Hrani se plodovima s tla ili niskih grmova. Također se hrani i malom količinom manjih beskralježnjaka i biljnih dijelova. Mužjak inkubira jaja koja mogu biti od čak četiri različite ženke. U gnijezdu se nalazi 4-6 jaja. Jaja su kestenjasto ili čokoladno-smeđe boje. 

## Taksonomija
Pjegavovrati tinamu trenutno ima osam prepoznatih podvrsta. To su:
- N. maculosa maculosa, nominativna podvrsta, živi u jugoistočnom Brazil, sjeveroistočnoj Argentini, istočnom Paragvaju, i Urugvaju.
- N. maculosa major živi u unutrašnjosti istočnog dijela središnjeg Brazila.
- N. maculosa nigroguttata živi u ravnicama južnog dijela središnje Argentine.
- N. maculosa cearensis živi u sjeveroistočnom Brazilu.
- N. maculosa paludivaga živi u središnjeg Paragvaju i sjeveru središnjeg dijela Argentine.
- N. maculosa annectens živi u vlažnim pašnjacima istočne Argentine
- N. maculosa submontana živi u podnožju Anda jugozapadnog dijela Argentine.
- N. maculosa pallida živi u vlažnim chaco pašnjacima sjeverozapadnog dijela Argentine.